# Рихтер, Людвиг

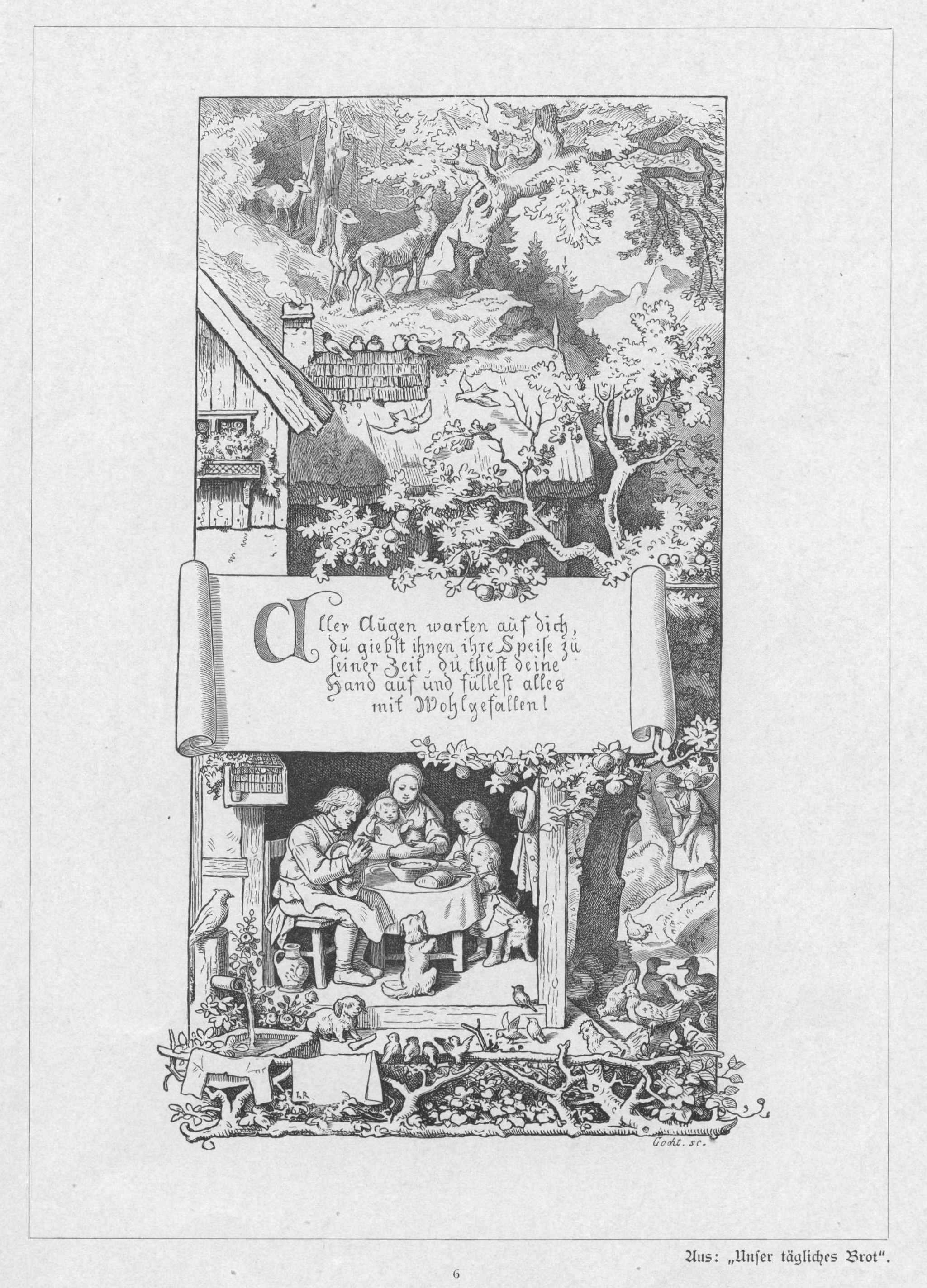
Aller Augen warten auf dich («Очи всех уповают на Тебя»), гравюра.

Адриан Людвиг Рихтер (нем. Adrian Ludwig Richter, 28 сентября 1803, Фридрихштадт (ныне — район Дрездена) — 19 июня 1884, Дрезден) — немецкий живописец и график, мастер гравюры, офорта и ксилографии. Представитель позднего немецкого романтизма и бидермайера.

## Жизнь и творчество
Адриан Людвиг Рихтер родился 28 сентября 1803 года в предместье Фридрихштадт, недалеко от Дрездена (ныне — одноимённый район города), в семье рисовальщика и гравёра Карла Августа Рихтера (1770—1848). Дед художника Генрих Карл Рихтер был камергером Иоганна Георга графа фон Шёнфельда в замке Вахау, и позднее стал гравёром. Через своих бабушку и дедушку, а также отца, который родился в Вахау, Людвиг Рихтер имел тесные связи и c соседним замком Зайферсдорф и его «пейзажным садом».
После того, как Людвиг Рихтер в 1815 году закончил обычную школу, он начал работать подмастерьем у отца. В то время на его офорты влияло творчество Даниеля Ходовецкого. Чтобы реализовать свои творческие наклонности, он также учился на стипендию в дрезденской Академии искусств. С 1820 по 1821 год в качестве рисовальщика сопровождал русского князя Нарышкина в поездке по югу Франции. Он выполнял рисунки и картины, которые впоследствии были переданы в дар российской императрице Елизавете Алексеевне (супруге императора Александра I.

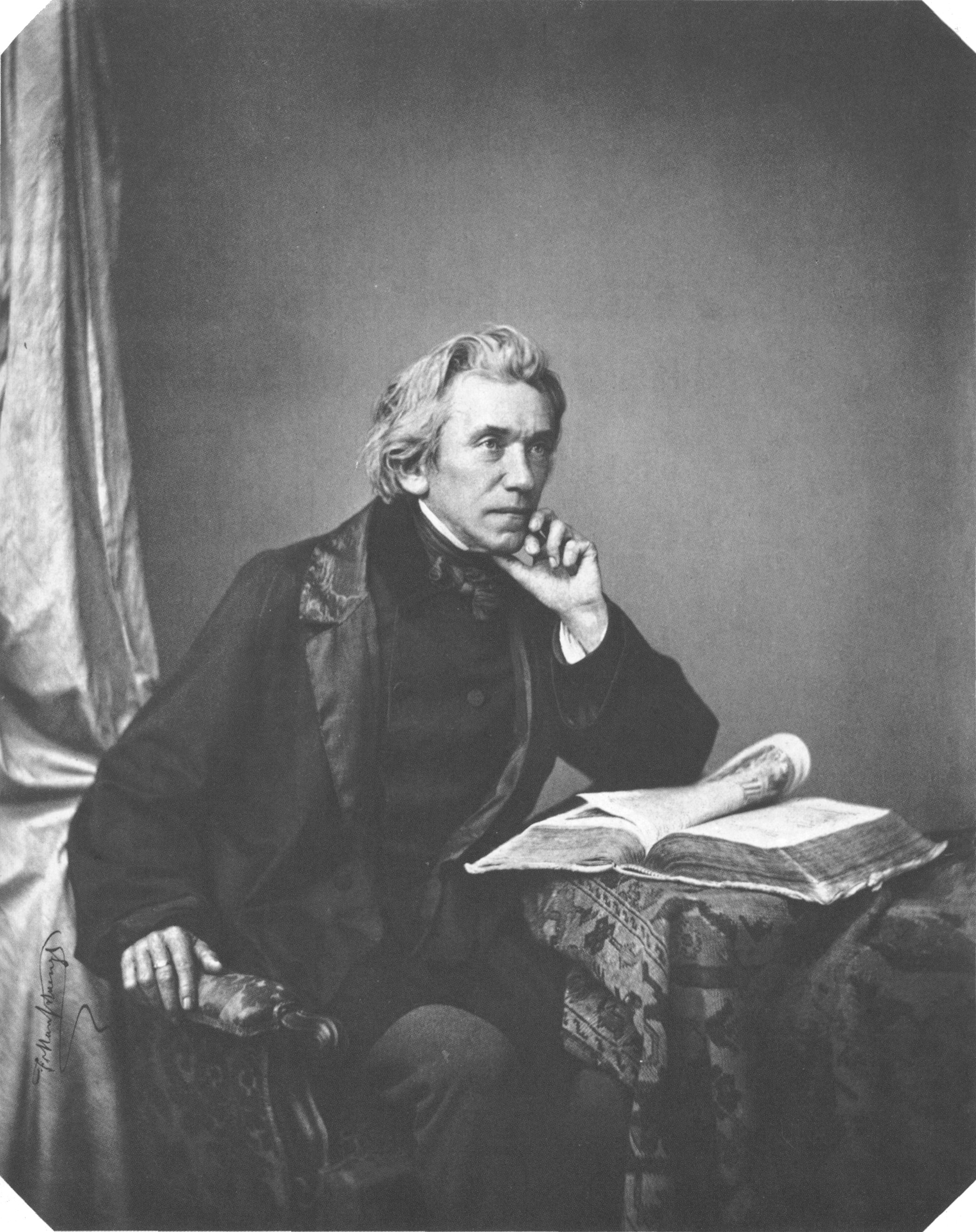
Л. Рихтер. Ок. 1860 г.

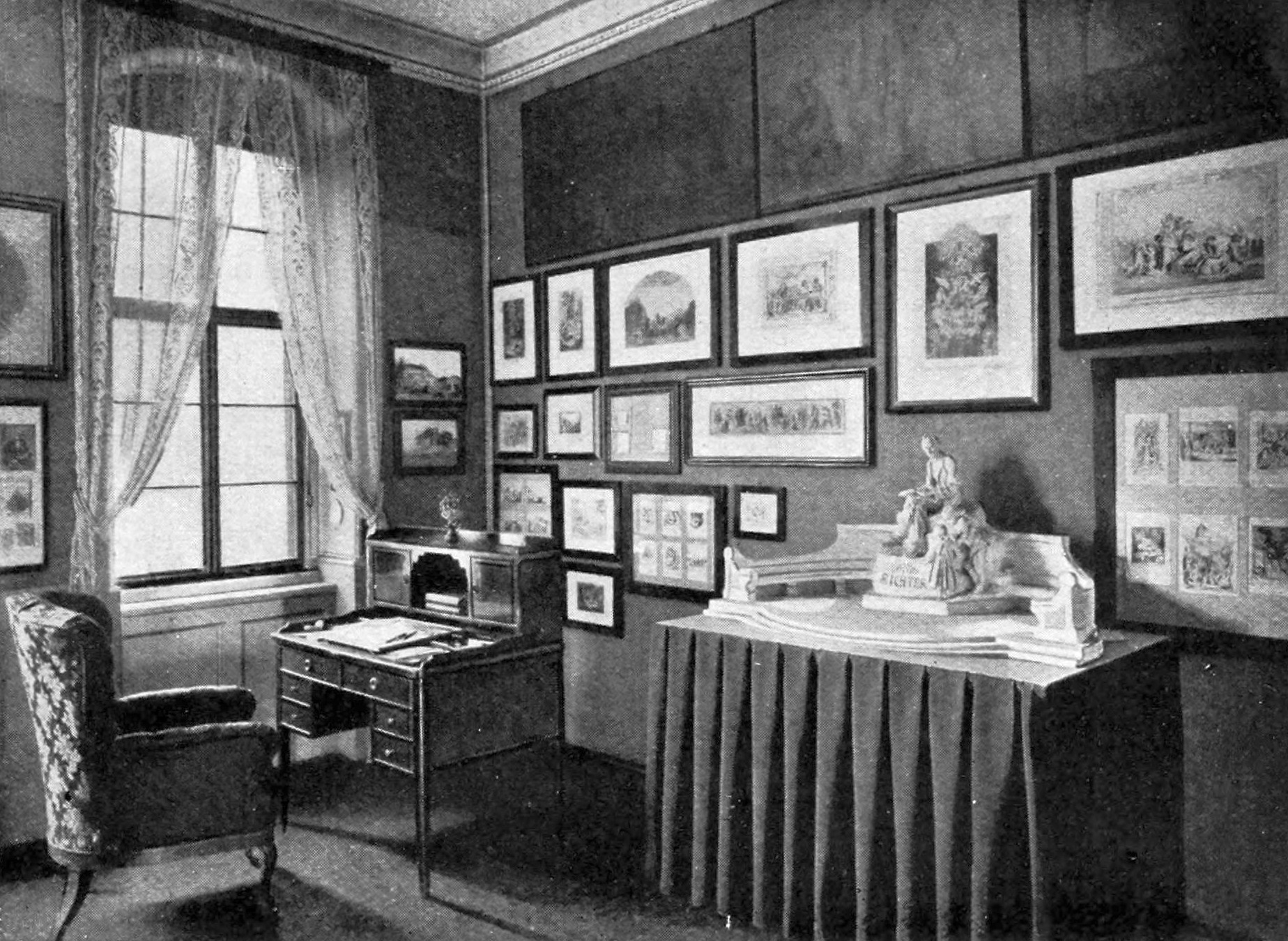
Комната Л. Рихтера в Городском музее Дрездена. Фотография 1909 г.

С 1821 по 1823 годы Рихтер жил в Дрездене. С 1823 по 1826 годы при финансовой поддержке издателя Иоганна Кристофа Арнольда художник работал в Риме. В Италии Рихтер познакомился с творчеством назарейцев, сблизился с немецкими художниками: Йозефом Антоном Кохом, Карлом Готлибом Пешелем, Юлиусом Шнорр фон Карольсфельдом, Эрнстом Фердинандом Эме, Карлом Вагнером и Фридрихом Людвигом фон Майделлом. В общении с дипломатом и филологом Карлом Бунзеном и богословом Рихардом Роте укрепилась интеллектуальная основа его искусства. В частности, его взгляд на пейзажную живопись был сформирован идеалистическими представлениями о высшей гармонии человека и природы. Были созданы такие важные картины, как «Вацманн» или «Долина близ Амальфи». В книге «Жизненные воспоминания одного немецкого художника» (Lebenserinnerungen eines deutschen Malers, 1828) Рихтер так выразил свои мысли:

Пейзажная живопись, как и музыка, вызывает выражение не конкретных, чётких мыслей, но лишь общих чувств и переживаний. Так получается потому, что ключ к пониманию языка природы мы давно утратили и сами покинули Великую гармонию Природы. Поэтому, наверное, большая часть ощущений, возникающих у нас при наблюдении природного великолепия, — меланхолического и ностальгического свойства.

Именно во время пребывания Рихтера в Риме важную роль сыграло обращение к христианской вере. В своих воспоминаниях накануне нового 1825 года он написал: «Сознание пронзило меня, как молния: „Я имею Бога, я нашёл своего Спасителя!“ Теперь всё хорошо, теперь я счастлив навсегда!».
Вернувшись в Дрезден в 1827 году, Людвиг Рихтер женился на Августе (1804—1854), урождённой Фройденберг и с 1828 по 1835 годы преподавал в Государственной рисовальной школе в Майсене, а также работал рисовальщиком на Майсенской фарфоровой мануфактуре. В 1836 году он был назначен преемником своего отца на должность преподавателя в Дрезденской художественной академии по классу пейзажа.
С конца 1830-х годов Рихтер всё более выступал как художник-иллюстратор, сделав приблизительно 3000 ксилографий для 150-и художественных произведений, он стал одним из самых популярных художников Германии. Он создал ксилографии для изданий сказок братьев Гримм. Рихтер иллюстрировал знаменитое издание 1842 года «Народные сказки немцев» Иоганна Карла Августа Музеуса, которое считается одной из самых красивых иллюстрированных книг XIX века. Он также иллюстрировал песенные сборники («Детская жизнь», 1852). Другие важные публикации гравюр на дереве включали «Назидание и созерцание», «Новый Штраус для дома», «Альбом Гёте» и «Колокол Шиллера».
Для серии «Живописная и романтическая Германия» (Das malerische und romantische Deutschland) лейпцигского издателя Георга Виганда он создал гравюры для томов «Гарц». По горам Гарца Людвиг Рихтер прошёл в конце лета 1836 года, начиная с Балленштедта, Франконии и Крконоше. Он использовал для своего творчества близость Эльбы и красоту её берегов.
Его последняя картина маслом «В июне» была создана в 1859 году. Художественные достижения Людвига Рихтера были отмечены золотой медалью на Всемирной выставке 1855 года в Париже за картину «Свадебный кортеж весной». В 1859 году он получил степень почётного доктора Лейпцигского университета. В 1869 году он начал записывать свою жизнь. В 1873 году Рихтеру пришлось оставить живопись из-за острой проблемы со зрением, сделавшее художника почти слепым. В 1876 году он покинул Академию искусств в Дрездене. Через два года он также покинул Учёный совет.
Людвиг Рихтер скончался 19 июня 1884 года. Он был удостоен пышных государственных похорон на Новом католическом кладбище в Дрездене-Фридрихштадте.
Его правнуком был глава Саксонской государственной канцелярии Эрих Готшальд (1887—1949).

## Галерея

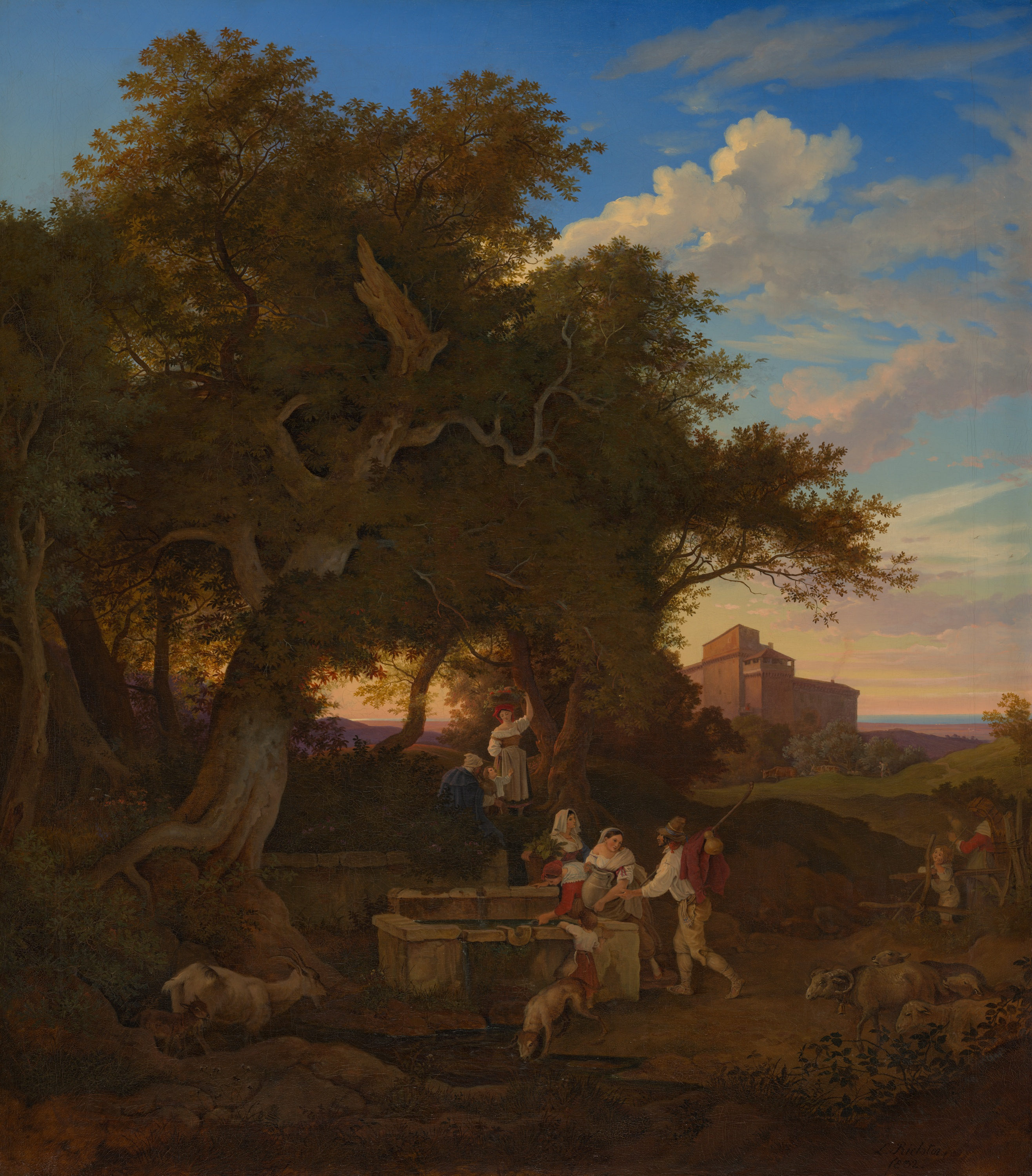
У фонтана в Гроттаферрате. 1832. Холст, масло. Чикагский институт искусств
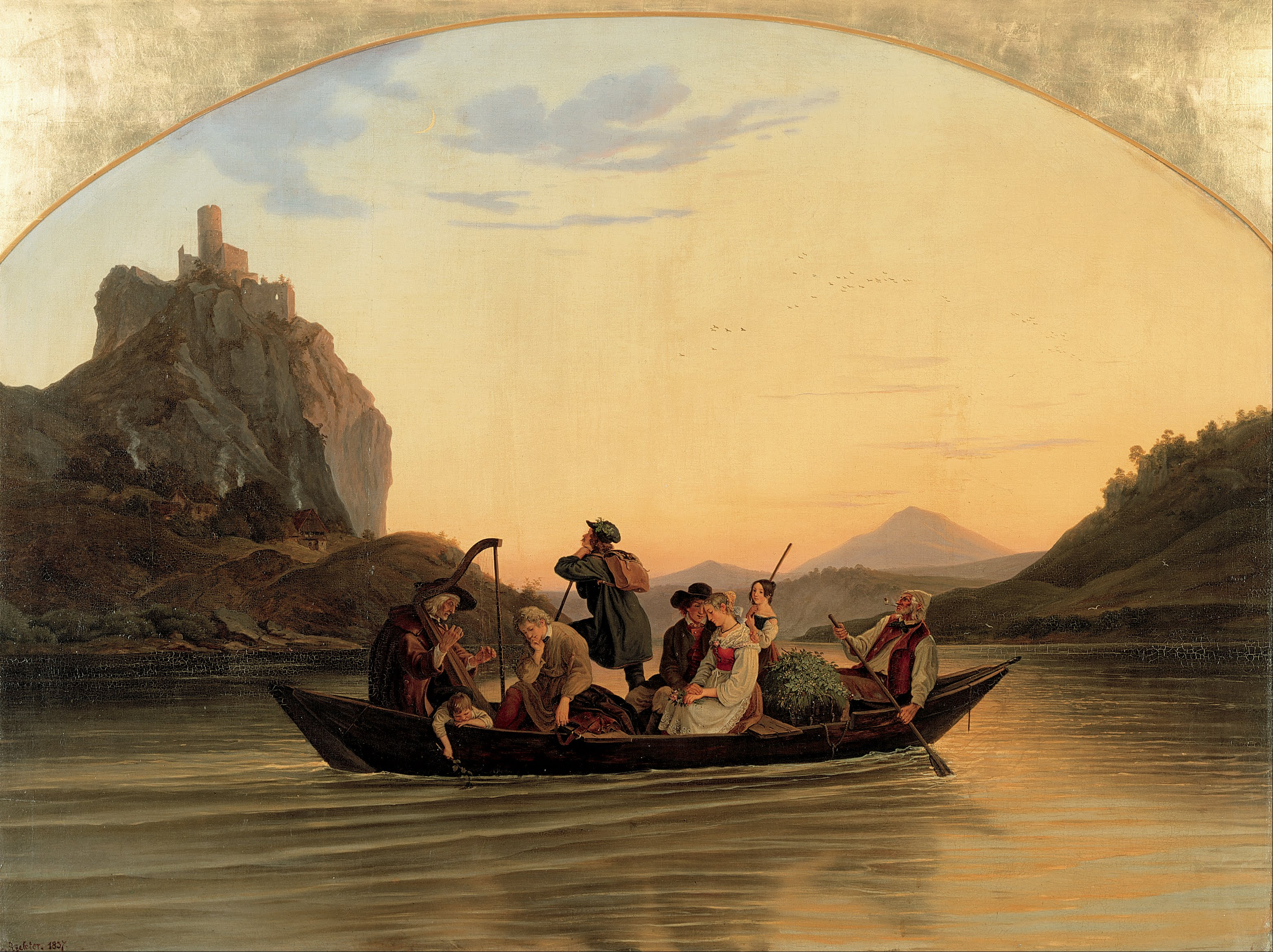
Переправа через Эльбу у Шокенштайна. 1837. Холст, масло. Галерея новых мастеров, Дрезден
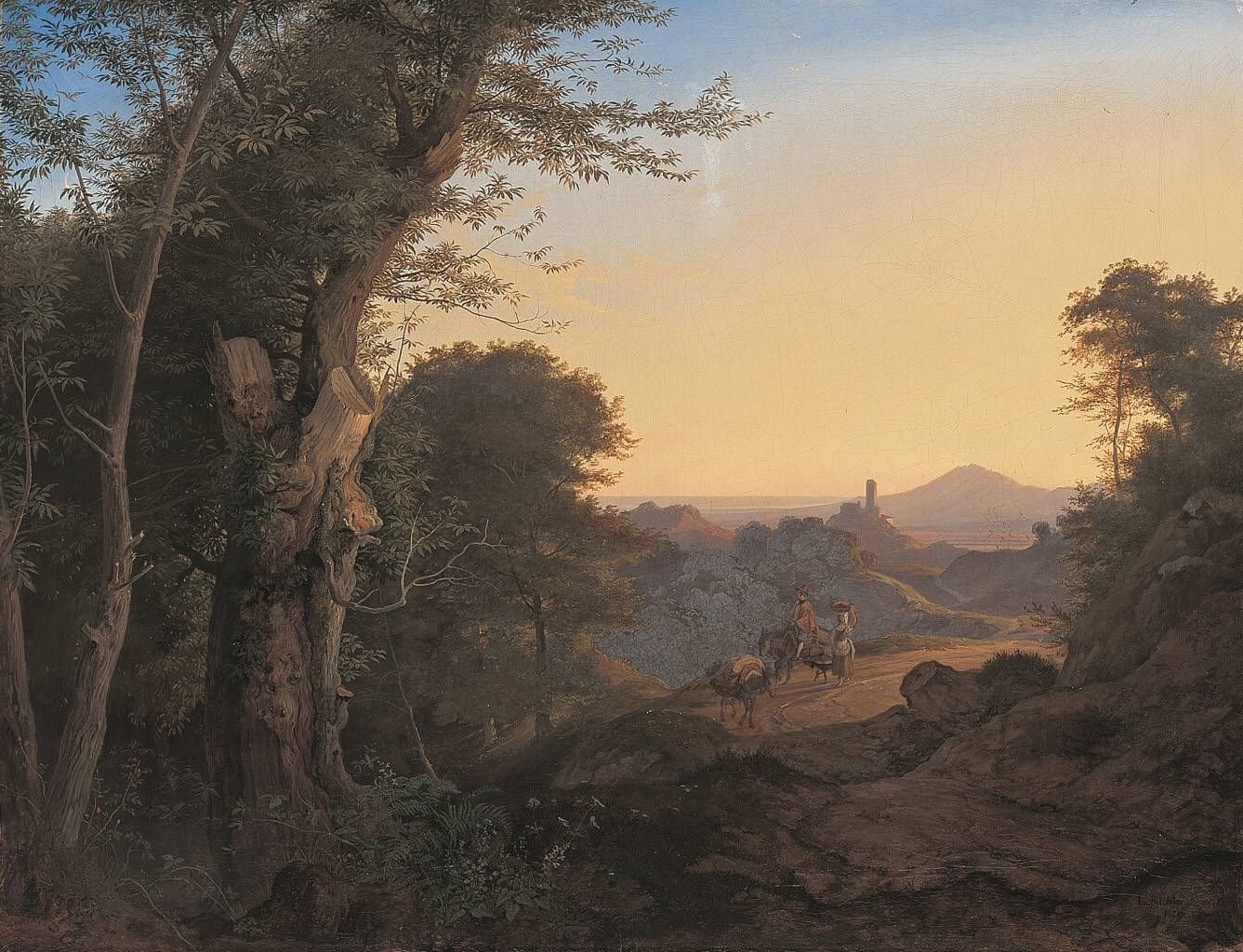
Лес в Олевано. 1829. Холст, масло. Новая пинакотека, Мюнхен
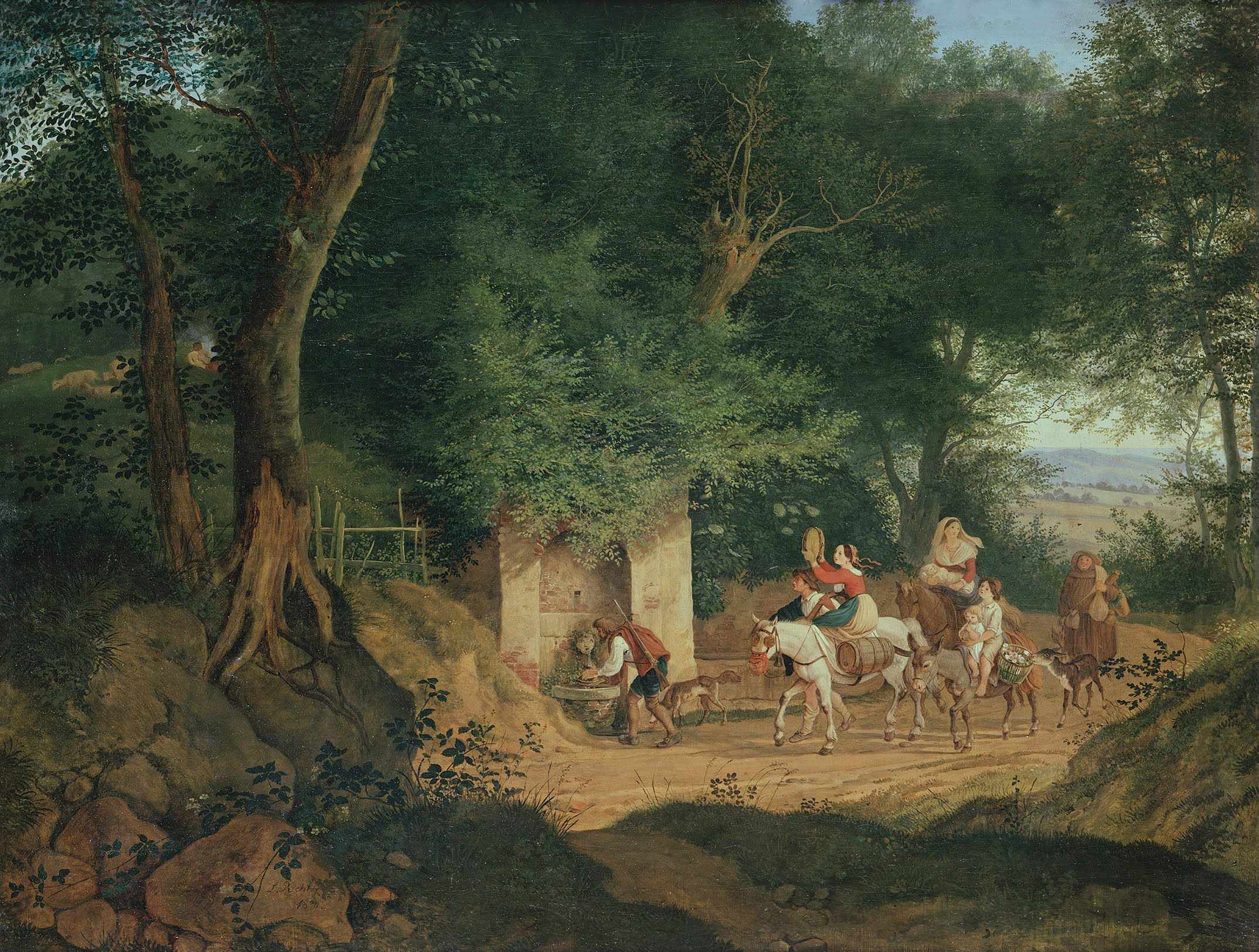
Деревенский фонтан возле Ариччи. 1831. Холст, масло. Старая национальная галерея, Берлин
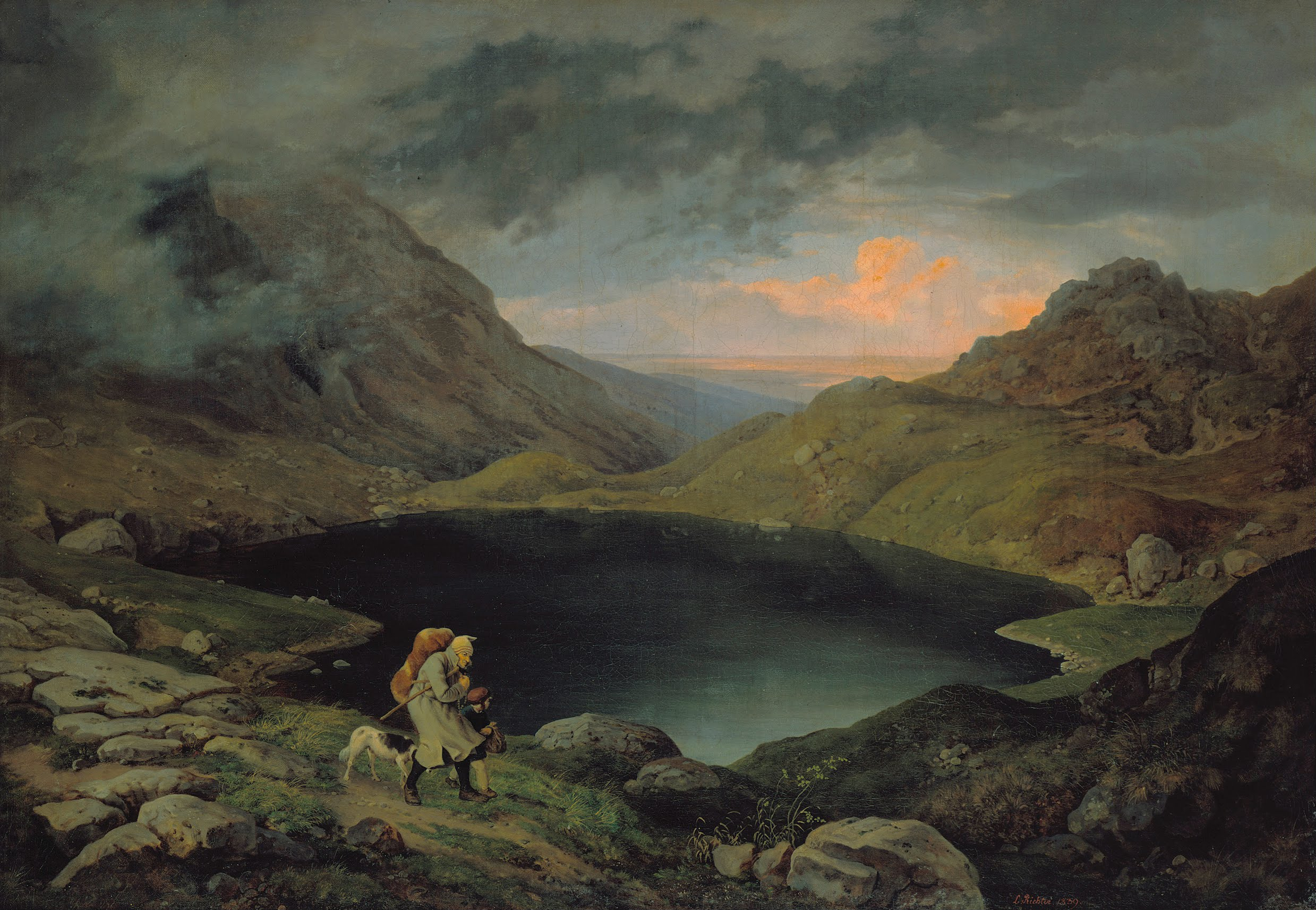
Пруд в Крконоше. 1839. Холст, масло. Старая национальная галерея, Берлин
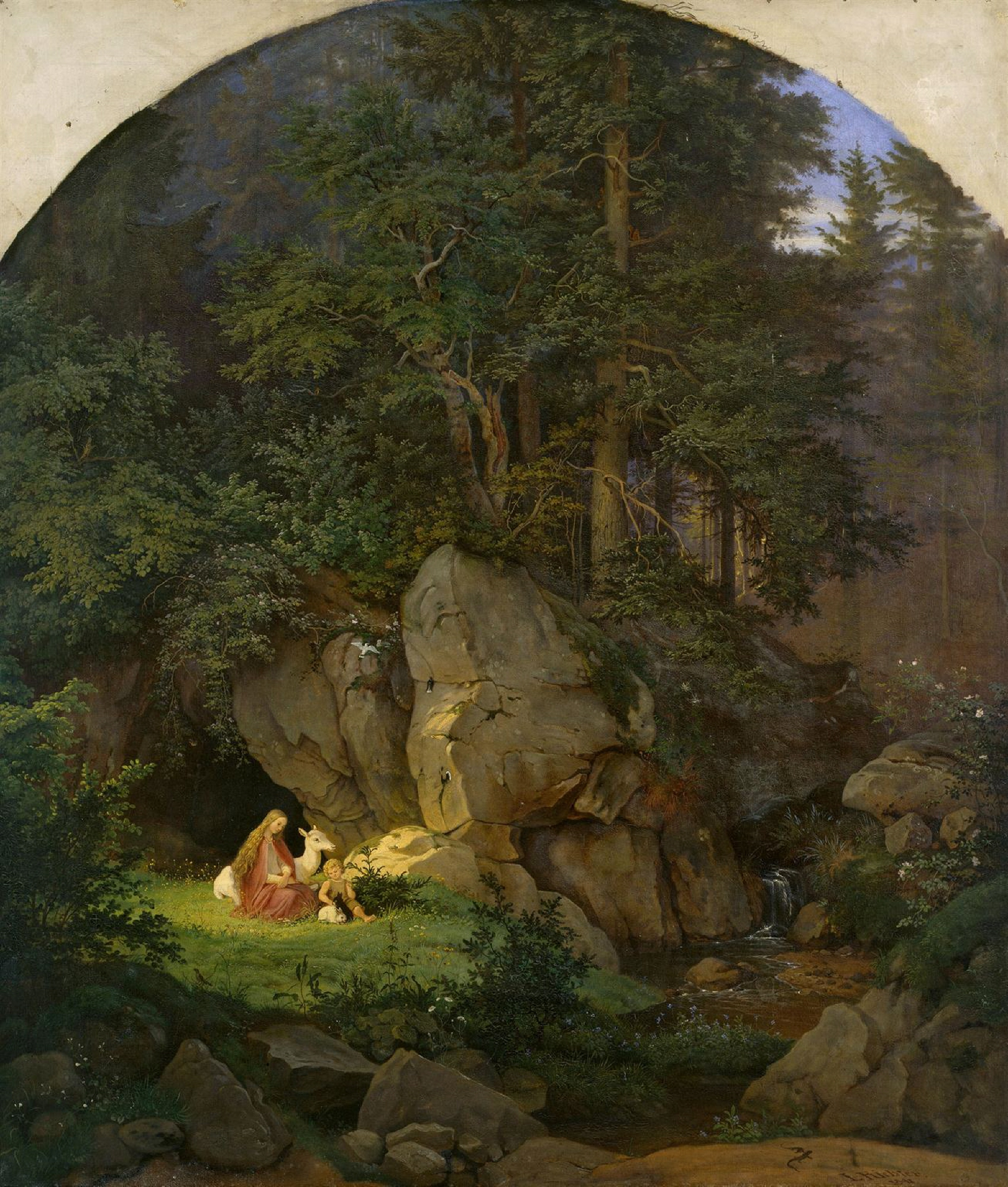
Геновева в уединении в лесу. 1839—1841. Холст, масло. Кунстхалле, Гамбург
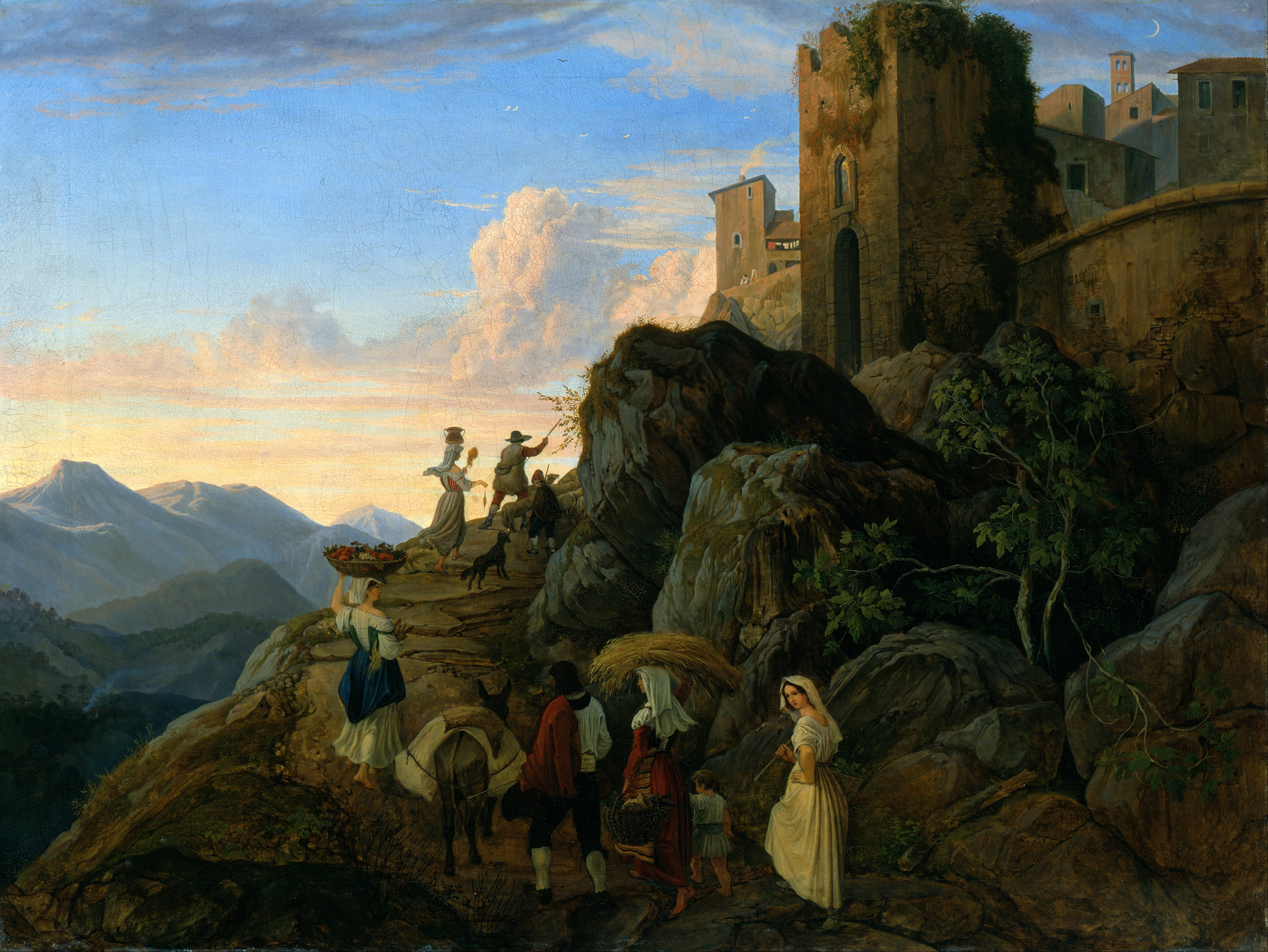
Чивителла вечером. 1828. Холст, масло. Галерея новых мастеров, Дрезден
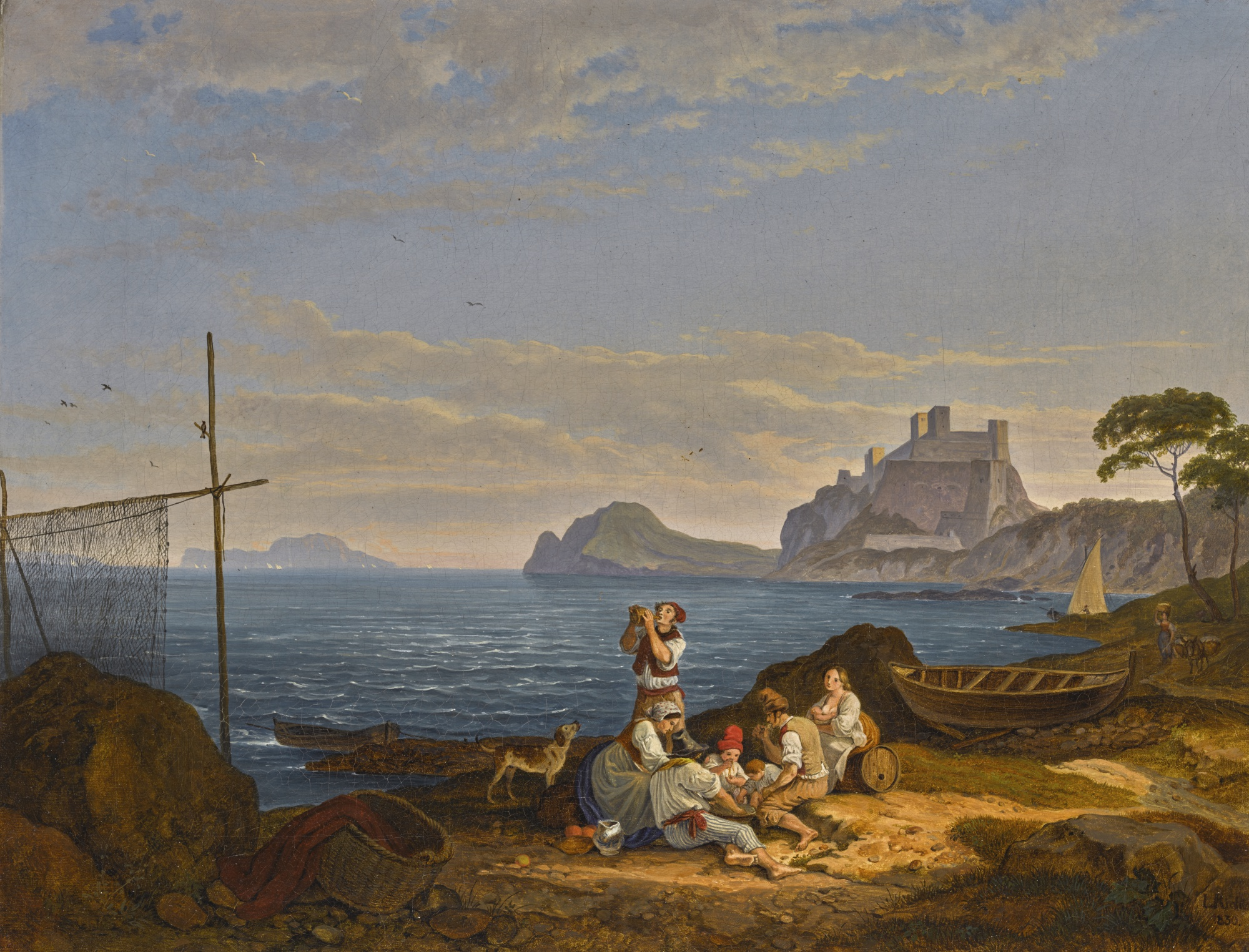
Неаполитанский залив. 1830. Холст, масло. Музей Бенхауса Дрегерхауса, Любек